# Harttak
Een harttak of middentak is de centrale vrijwel verticale hoofdtak in het verlengde van de stam van een boom. De kiemplant van een boom vormt een eenjarige stengel, die na verhouting verder groeit als harttak. De gesteltakken zitten op de plaats waar de harttak vertakt. De vorm van de boom wordt gevormd door de gesteltakken.

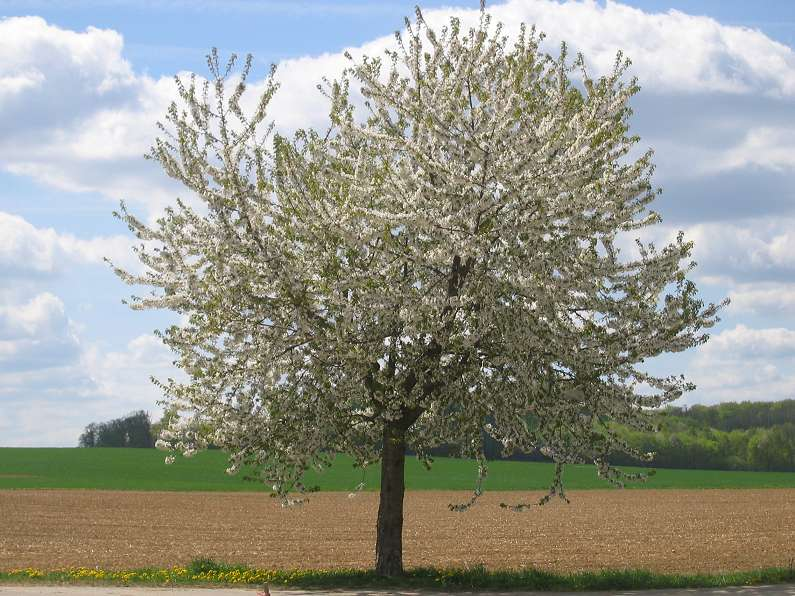
Hoogstamboom van een kers. De dikke takken zijn de gesteltakken. Er is geen harttak.
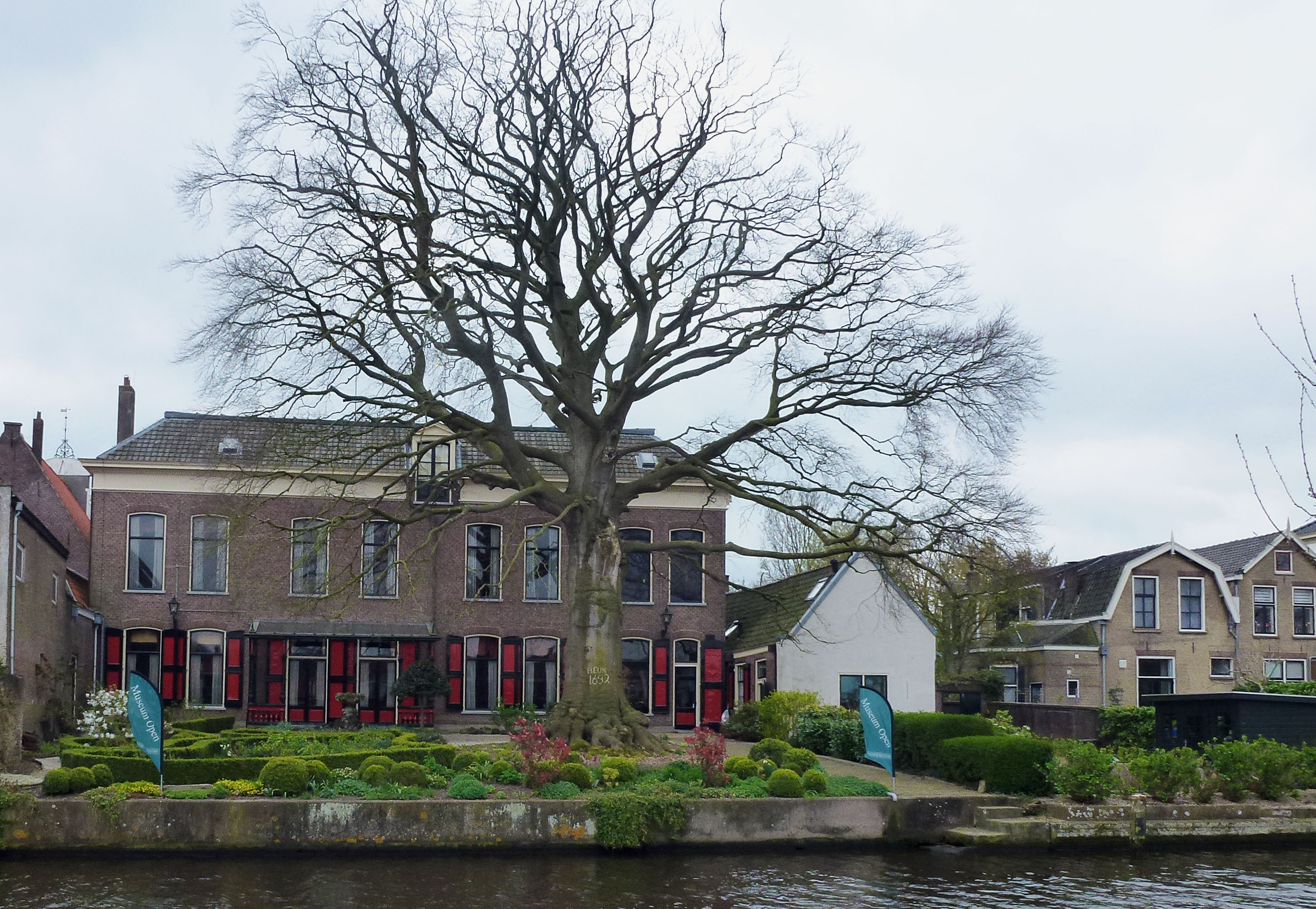
Beuk met harttak. De gesteltakken zitten aan de harttak.
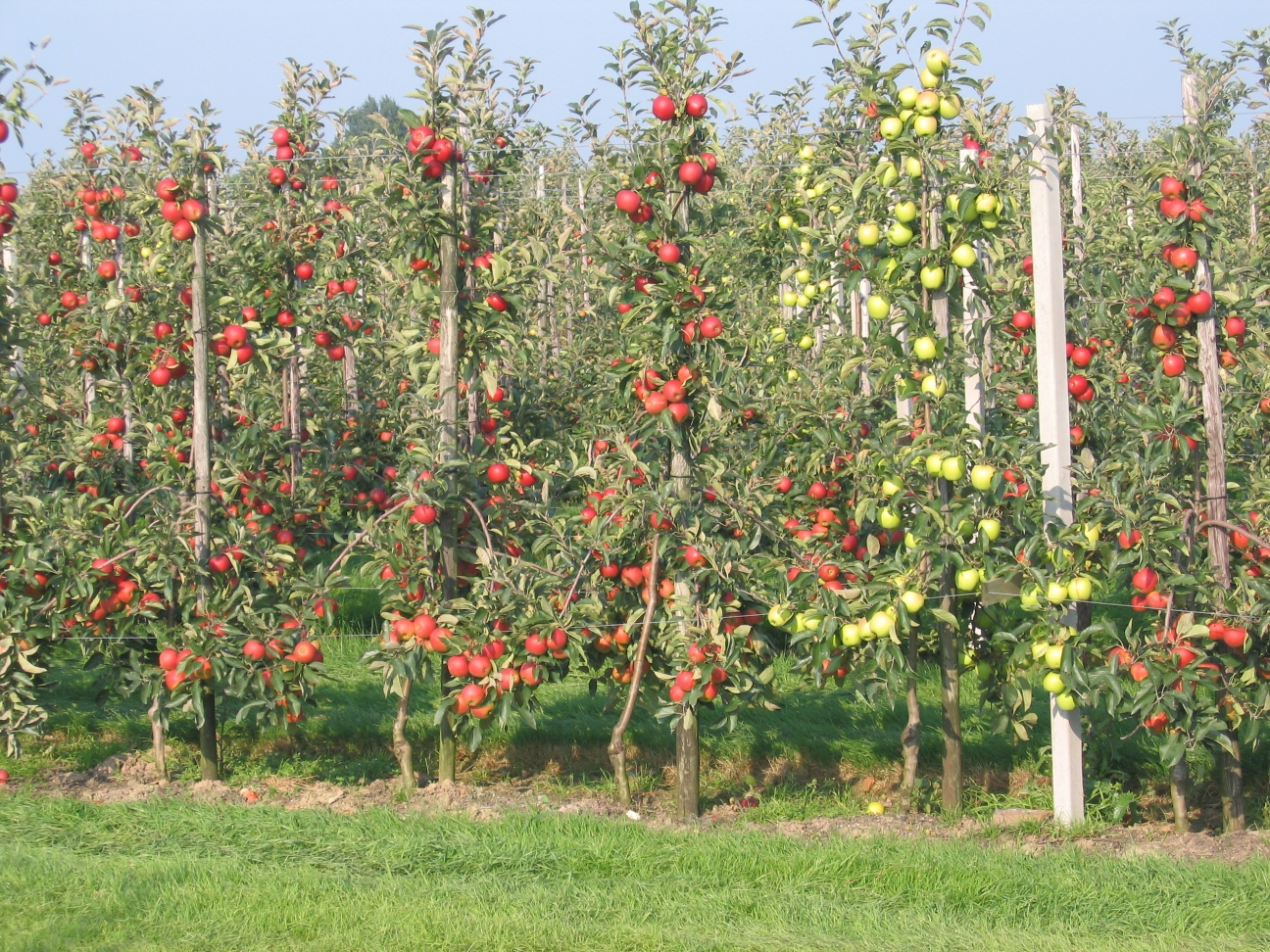
Appelbomen in de vorm van zogenaamde "spillen", in een boomgaard. De horizontale takken zijn de gesteltakken, die hier aan de harttak zitten.